# 헤스페리데스
헤스페리데스(그리스어: Έσπερίδες)는 그리스 신화에서 세상 서쪽 끝에 있는 축복받은 정원을 돌보는 님프들이다. 닉스의 딸들이다. 그 정원의 위치는, 여러 가지 문헌에 따르면, 그리스 아카디안 산맥에 있다거나, 리비아에 있는 아틀라스 산맥 가까이에 있다거나 바다의 끝에 있는 축복받은 섬에 있다는 등 다양하다.
그리스의 시인 스테시코로스(그리스어: Στησίχορος)의 시 “게리온의 노래”, 그리스의 지리학자 스트라본 (그리스어: Στράβων)의 저서 게오그라피카(Geographika) (제3권)에 의하면 헤스페리데스는 이베리아(에스파냐)의 남쪽에 위치한 타르테소스(그리스어: Τάρτησσος, 스페인어: Tartessos)에 있다. 그리스의 시인 헤시오도스(그리스어: Έσίοδος)는 카디스(스페인어: Cádiz)의 옛 이름 에리테이아(Erytheia)는 헤스페리데스의 다른 이름이라고 말한다. 다른 이들은 헤스페리데스의 정원을 모로코의 탕헤르(스페인어: Tánger)와 라라슈(Larache) 사이에 있다고 보고 있다.

## 헤스페리데스의 동산

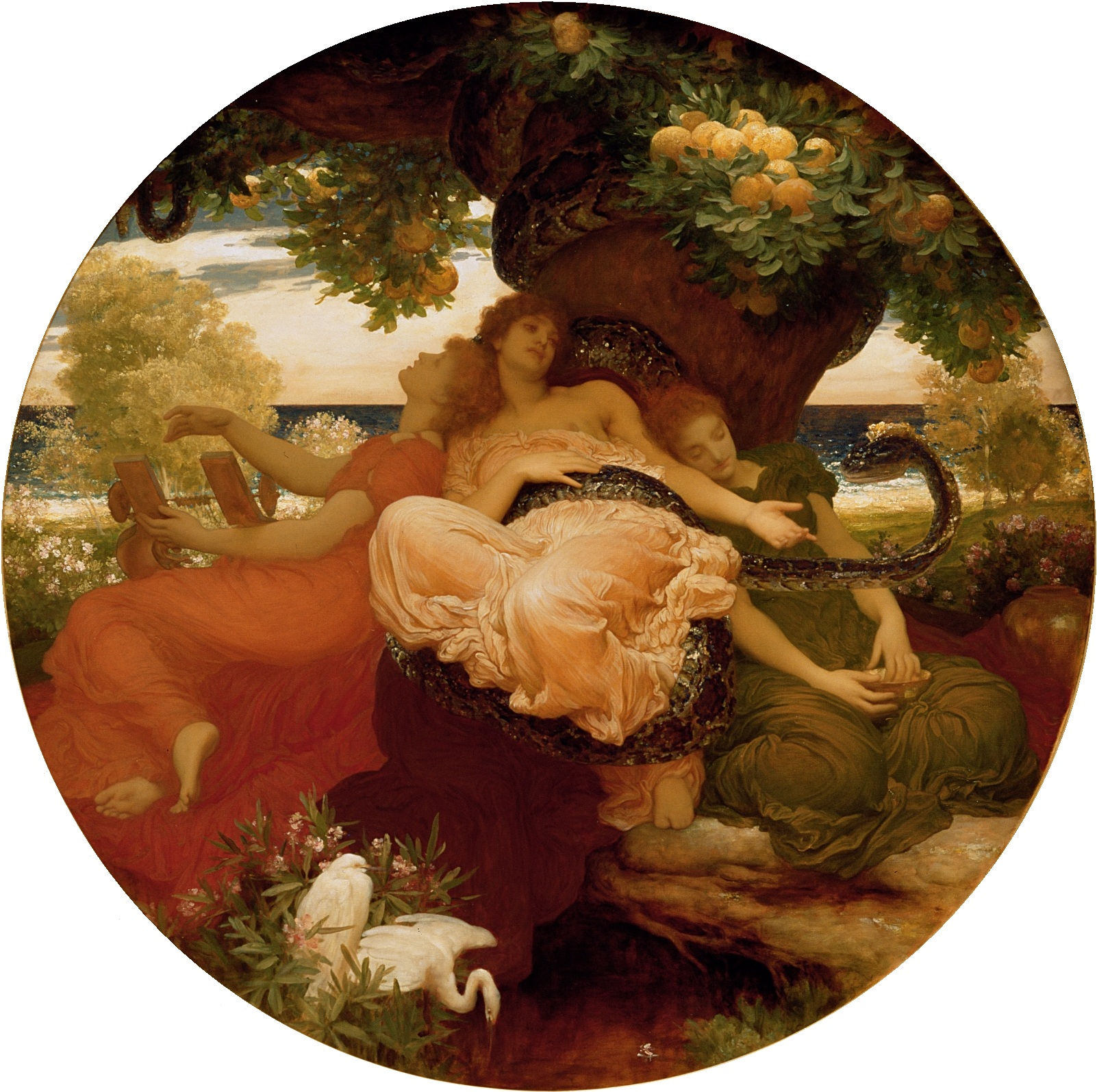
프레데릭 레이톤 작, 헤스페리데스 동산 (1892년)

헤스페리데스의 동산은 서쪽에 자리잡은 헤라의 과수원이다. 여기에는 불멸을 가져다 주는 황금 사과 한 그루 또는 숲이 있는 곳이다. 이 황금 사과는 헤라가 제우스와 결혼할 때 가이아가 선물로 헤라에게 준 가지에서 열매맺은 것이다. 헤스페리데스는 이 숲을 지키는 임무를 부여받았다. 그러다 그 숲은 갑자기 나무들이 뽑히고 마는데, 헤라는 헤스페리데스들을 믿을 수 없어 라돈이라는 잠도 자지 않고 머리가 100개인 용(龍)을 이 숲의 파수꾼으로 배치하였다. 예전의 기독교 학자들은 벽으로 둘러싸이고 헤스페리데스 요정들이 지킨다는 이 동산이 사실은 에덴 동산이며, 이 신비한 열매, 황금 사과가 이브의 간식이었음이 틀림없다고 결론을 지었던 것 같다.

## 같이 보기
- 아발론
- 에덴 동산
- 황금사과
- 영생
- 낙원